# أحمد قلندري (كاكان)
أحمد قلندري (بالفارسية: احمدقلندری) هي قرية تقع في إيران في قسم کاکان الريفي. يقدر عدد سكانها بـ 33 نسمة بحسب إحصاء 2016.